# Брат Тук
Брат Тук (англ. Friar Tuck) — популярный герой средневековых английских народных баллад, монах, один из спутников разбойника Робина Гуда. Позже стал заметным персонажем множества произведений письменной литературы и фильмов.

## История персонажа
В балладах Брат Тук — монах из Фаунтинской обители цистерцианцев в Северном Йоркшире или бенедиктинского монастыря Св. Марии в Йорке, сбежавший из обители и возглавивший разбойничью шайку. Это весельчак и драчун полного телосложения. При первой встрече Тука с Робином Гудом у брода через реку происходит ожесточённая драка, однако после этого монах становится верным другом и исповедником Робина. Он впервые появляется в рукописном фрагменте пьесы 1475 года, сохранившемся в библиотеке Тринити-колледжа Кембриджского университета, но там его не называют по имени. Тук фигурирует в пьесе для майских игр, опубликованной в 1560 году, и во множестве баллад, самая ранняя из которых, «Робин Гуд и отчаянный монах», датируется 1621 годом.
Некоторые исследователи полагают, что Дева Мэриан, известная как подруга (жена) Робин Гуда, изначально считалась любовницей Тука. Образ странствующего или беглого монаха, сюжет о его препирательствах и схватке с Робином у брода, имеют мифологические корни.
Сохранились два исторических документа, датированных 1417 и 1429 годами, в которых упоминается некий Роберт Стаффорд, капеллан из Сассекса, ставший разбойником и получивший прозвище Брат Тук (Frere Tuk). Он мог стать прототипом героя баллад или, как минимум, дать этому герою имя, образованное от глагола to tuck up — «засучивать», «подбирать подол». Здесь явно имеется в виду монашеская ряса, которую Туку пришлось укоротить, когда он перешёл к лесной жизни.
Брат Тук стал героем множества народных баллад, произведений высокой литературы, начиная с романа Вальтера Скотта «Айвенго», фильмов и сериалов. Это обязательный персонаж всех произведений искусства, посвящённых Робину Гуду, — в частности, примерно 80 фильмов.